# Tristețe
Tristețea (starea de tristețe) este o emoție caracterizată prin sentimentul de dezavantaj, pierdere, neajutorare.
Tristețea este o stare de spirit apăsătoare, durere sufletească; amărăciune, întristare, mâhnire.
A nu se confunda tristețea cu depresia. 
Tristețea izolează o persoană de restul, respectiva persoană fiind concentrată doar asupra motivului care i-a cauzat starea de tristețe. Astfel, persoana întristată consideră fără valoare lucrurile și oamenii din jur, neoferindu-le atenție.
Față de depresie, tristețea poate dura perioade mult mai scurte, cum ar fi câteva minute sau ore. 
Aceasta poate dispărea cu ajutorul unor persoane sau din propria voință a persoanei care suferă.